# Limoeiro (Timóteo)
Limoeiro é um bairro do município brasileiro de Timóteo, no interior do estado de Minas Gerais. Localiza-se no distrito-sede, estando situado na Regional Leste. Segundo o censo demográfico de 2022, realizado pelo Instituto Brasileiro de Geografia e Estatística (IBGE), sua população era de 2 057 habitantes e havia 709 domicílios particulares permanentes ocupados.
De acordo com o IBGE, em 2010 a população era de 2 081 habitantes e havia 598 domicílios particulares.

## Descrição
Está situado em uma região de vizinhança da mata do Parque Estadual do Rio Doce (PERD) e é banhado pelo córrego Limoeiro, cuja sub-bacia é considerada uma zona de amortecimento da reserva. Outra característica da localidade é a existência de áreas de ocupação desordenada por população carente com escassez de serviços básicos.
No bairro está localizada a estação de tratamento de esgoto da Copasa que entrou em operação em 2019, com a intenção de atender a Timóteo e Coronel Fabriciano. Em uma extensão do Limoeiro foi estabelecido um distrito industrial, denominado Distrito Industrial Limoeiro.